# Bande di repressione
Bande di repressione era il nome, suggerito dallo storico Franco Martinelli in relazione al loro operato e alle caratteristiche della loro struttura, con cui erano collettivamente definiti alcuni reparti fascisti paramilitari costituitisi spontaneamente nell'ambito della Repubblica Sociale Italiana.
Alcuni ritengono che questi manipoli, che si costituirono in gruppi di varie dimensioni e conteranno in totale svariate migliaia di uomini, abbiano origine dalle Squadre d'azione, che contribuirono all'affermazione del fascismo tra il 1919 ed il 1924. In molti casi i membri di queste bande organizzate erano: squadristi di antica data, militanti mantenuti in disparte durante il regime perché poco inclini alla disciplina seguita alla normalizzazione, fascisti intransigenti che si facevano nuovamente avanti dopo i fatti del 25 luglio 1943 per riorganizzare il movimento fascista, individui troppo coinvolti e compromessi con il regime per scegliere alternative, ma anche una minoranza variegata e opportunista di disperati, avventurieri, uomini senza altra scelta ed ex detenuti per reati comuni.

## Storia
Nel generale caos politico e militare sviluppatosi in Italia nei mesi seguenti all'8 settembre 1943 e nel clima di incerta legalità instauratosi in alcune aree della nazione, mentre progrediva l'avanzata degli Alleati lungo la penisola, in concomitanza con il crescere del movimento partigiano e l'intensificarsi delle azioni dei GAP nelle principali province del centro-nord del Paese, si assiste al progressivo costituirsi, nei territori sottoposti alla nascente RSI e occupati dalle truppe germaniche, di formazioni paramilitari fasciste indipendenti con compiti di polizia politica, repressione dell'antifascismo, controspionaggio e contrasto alla insorgente Resistenza italiana.
Questi reparti speciali di polizia si formano in principio spontaneamente dalla base militante ancora combattiva del "neo-fascismo" di Salò, spesso in modo irregolare (salvo poi essere ufficialmente irregimentati forzamaggiore o definitivamente sciolti da altri organi di polizia fascista), sotto l'impulso accentratore dei loro capisquadra, ma comunque avallati e foraggiati dal ministro dell'interno Guido Buffarini Guidi e con l'attento interesse dei nazisti.
Attivi tra il settembre 1943 e l'aprile 1945 in gruppi organizzati di massimo 100-200 elementi, furono a volte in conflitto di competenze quando non in aperto antagonismo. Il loro impegno si produsse principalmente contro l'organizzazione gappista nelle città, contro gli ebrei, contro i disertori, i badogliani e i renitenti alla leva fascista; con un'area di azione che si estendeva a volte in spedizioni oltre la provincia di provenienza. Alcune di queste squadre svolsero indagini interne anche nei confronti di altre forze di sicurezza della RSI e di esponenti del Partito Fascista Repubblicano. Nel corso della loro attività ebbero un articolato rapporto con i tedeschi.

## L'organizzazione dei reparti
Questi reparti vennero costituiti inizialmente in maniera spontanea da uomini di varia provenienza a Roma e Firenze, in conseguenza del disfacimento del Regno d'Italia e della catena di comando delle forze armate nazionali dopo l'8 settembre, per poi diffondersi nel territorio dell'Italia centrale e settentrionale della costituenda RSI, operando in squadre autonome e talvolta affiancati dalle forze tedesche.
(Giorgio Pini e Duilio Susmel, Mussolini. L'uomo e l'Opera)
Le Bande di Repressione più note, molte delle quali comunemente conosciute col nome dei loro comandanti, furono:
- il Comando per il Recupero del Ferro del Nord Italia;
- la Formazione Paramilitare Fascista, più nota come Banda Bernasconi, maresciallo delle SS italiane, attiva a Roma;
- la Guardia Armata di Palazzo Braschi, nota anche come Banda Pollastrini o Banda Bardi-Pollastrini;
- il Reparto Speciale, noto anche come Banda Koch, Pietro Koch era un tenente dei granatieri, di padre tedesco ma cittadino italiano, di essa facevano parte anche il frate benedettino Ildefonso E. Troya, coadiutore del vice curato della Chiesa della Santa Trinità a Firenze ed il popolare attore Osvaldo Valenti, che in seguito passò, come tenente, alla X MAS;
- il RSS - Reparto Servizi Speciali delle SS italiane, più noto come Banda Carità;
- il Sicherheits Abteilung italiano, che prende il nome dell'omonima Polizia germanica, più noto come Banda Fiorentini o Banda Alfieri-Fiorentini, quest'ultimo processato nel dopoguerra, riconosciuto responsabile e autore diretto di uccisioni, sevizie gravi su prigionieri, estorsioni, procurate mutilazioni, incendio di 13 cascine a Nivione, Rosara, Pietravina nel Pavese;
- la Banda Castellanzi;
- la Banda Chiurco;
- la Banda Collotti e Gueli;
- la Banda Colonnello David;
- la Banda De Larderei;
- la Banda De Sanctis;
- la Banda Finizio;
- la Banda Maestri;
- la Banda Panfi;
- la Banda Pennacchio, nata dallo scioglimento di uno degli uffici di polizia anti partigiana di Brescia.
- la Banda Sorlini, operante in tutto il territorio bresciano e responsabile dell'Eccidio di Bovegno.

Compiti simili svolse anche:
- la Squadra d'Azione "Ettore Muti" fondata a Milano, poi irregimentata come Legione Autonoma Mobile Ettore Muti, operando come organo di polizia politica interna anche nei confronti degli stessi fascisti.

(Edmondo Cione, Storia della Repubblica Sociale Italiana)
In diverse occasioni gli organi istituzionali della RSI ed i funzionari governativi di Mussolini cercheranno di scindere le proprie responsabilità dall'operato di queste squadre paramilitari, spesso concretamente svincolate dal controllo dei vari questori e del Corpo di Polizia Repubblicana.
Ferruccio Parri definì questi gruppi armati come "massacratori all'ingrosso" e "bande di assassini".
Nei fatti queste formazioni ebbero facoltà di eseguire perquisizioni e confische, arresti e fermi a tempo indeterminato, interrogatori (anche con il ricorso alla tortura), emettendo condanne a morte e eseguendo sentenze.
A Roma ebbero, a diverso titolo, un ruolo di rilievo in collaborazione con il Comando SS, nel rastrellamento degli ebrei del Ghetto, nell'individuazione degli appartenenti ai GAP e nella compilazione delle liste dei civili trucidati per rappresaglia alle Fosse Ardeatine.
(Amedeo Osti Guerrazzi, "La repubblica necessaria": il fascismo repubblicano a Roma, 1943-1944)

## Roma: la Guardia Armata di Palazzo Braschi
La prima di queste formazioni, che vanterà anche l'esistenza più breve perché disciolta dagli stessi fascisti repubblicani, fu la Guardia Armata di Palazzo Braschi nota anche come "Fascio Romano". Un manipolo di una decina di fascisti, con l'appoggio dei tedeschi, occupò la precedente sede del partito (presso, appunto, Palazzo Braschi) in via Vittorio Emanuele II a Roma, costituendo la "Federazione dell'Urbe".
Nella caotica situazione scaturita dopo la precipitosa fuga del Re e del suo governo a Pescara, tra il 16 ed il 17 novembre del 1943 i fascisti della capitale elessero Commissario Generale dell'Urbe il romano Gino Bardi, che era stato direttore fino al 31 luglio del '43 della Federazione Nazionale Fascista dei Pubblici Esercizi e che si posizionava nello schieramento del fascismo intransigente. Bardi richiamò il vecchio squadrista ed ex-ufficiale dei Carabinieri Guglielmo Pollastrini, soprannominato "Memmo", cui affidò il comando della Guardia Armata, che contava 120 elementi divisi in 10 squadre d'azione il cui porto d'armi era stato rilasciato direttamente dal Comando Tedesco della Capitale. I membri della formazione portavano un'uniforme irregolare costituita da stivali e calzoni alla cavallerizza, camicia nera e giacca di tessuto impermeabile lunga al ginocchio.
La spregiudicatezza e l'opportunismo criminoso degli uomini di questo reparto si rivolse principalmente nei confronti della comunità ebraica capitolina; così riporta un rapporto informativo della Questura della Città aperta:
(Acs, Ministero dell'Interno, Direzione generale di pubblica sicurezza, divisione affari generali e riservati, RSI, Uffici del Ministero Operanti a Roma, Inchiesta sul Poligrafico, Rapporto del comando forze di polizia della Città aperta del 23 novembre 1943)
Un episodio del tutto simile è riportato in una informativa anche dopo l'arresto di Bardi, che portò a un forte attrito fra la Questura e la Federazione dell'Urbe.
L'operato di questa banda, definito come "iniziative controproducenti" dagli stessi fascisti, si concretizzò in arresti arbitrari e torture ai danni dei fermati, interrogatori e sevizie, sequestri di beni e proprietà, perquisizioni e razzie di abitazioni private, negozi e magazzini di merci pregiate. Il 25 ottobre 1943 una lettera del Capo della Polizia, su disposizione del generale tedesco Rainer Stahel, invitò Bardi a cessare ogni attività della sua formazione, a consegnare gli arrestati alle autorità del carcere di Regina Coeli ed a rendere conto degli atti illegali riscontrati. La diffida venne intimata nuovamente il 2 novembre, visto il perpetrarsi inalterato delle azioni della banda. La sera del 26 novembre il Questore di Roma, sotto scorta degli agenti di Pubblica Sicurezza e della PAI (Polizia dell'Africa Italiana), fece irruzione a Palazzo Braschi arrestando e disarmando Gino Bardi ed i suoi uomini. La perquisizione dello stabile portò al ritrovamento di ingenti quantità di armi, tessuti, generi di abbigliamento e di lusso. Nei cortili del palazzo erano alloggiate le automobili, moto e biciclette confiscate. Nelle celle improvvisate furono rinvenuti 24 prigionieri con evidenti segni di sevizie. Pochi giorni dopo l'arresto tutti i membri della banda furono rilasciati, ma la "Guardia Armata" non tornò più a operare come formazione organizzata.
Nell'estate del 1947 Gino Bardi e Guglielmo Pollastrini, con altri 54 appartenenti alla banda furono sottoposti a regolare processo. Le pesanti condanne che ne scaturirono furono di 22 anni e 6 mesi di detenzione per Bardi, 28 anni per Pollastrini, 23 anni per Carlo Franquinet (dirigente dell'ufficio stampa), 21 anni per Giulio Cesare Milano (capitano di complemento d'artiglieria) e 14 anni e 8 mesi per Benito Pollastrini (figlio di Guglielmo). Molti altri ricevettero pene detentive e tutti furono condannati al risarcimento delle vittime.

## Firenze e Padova: la Banda Carità

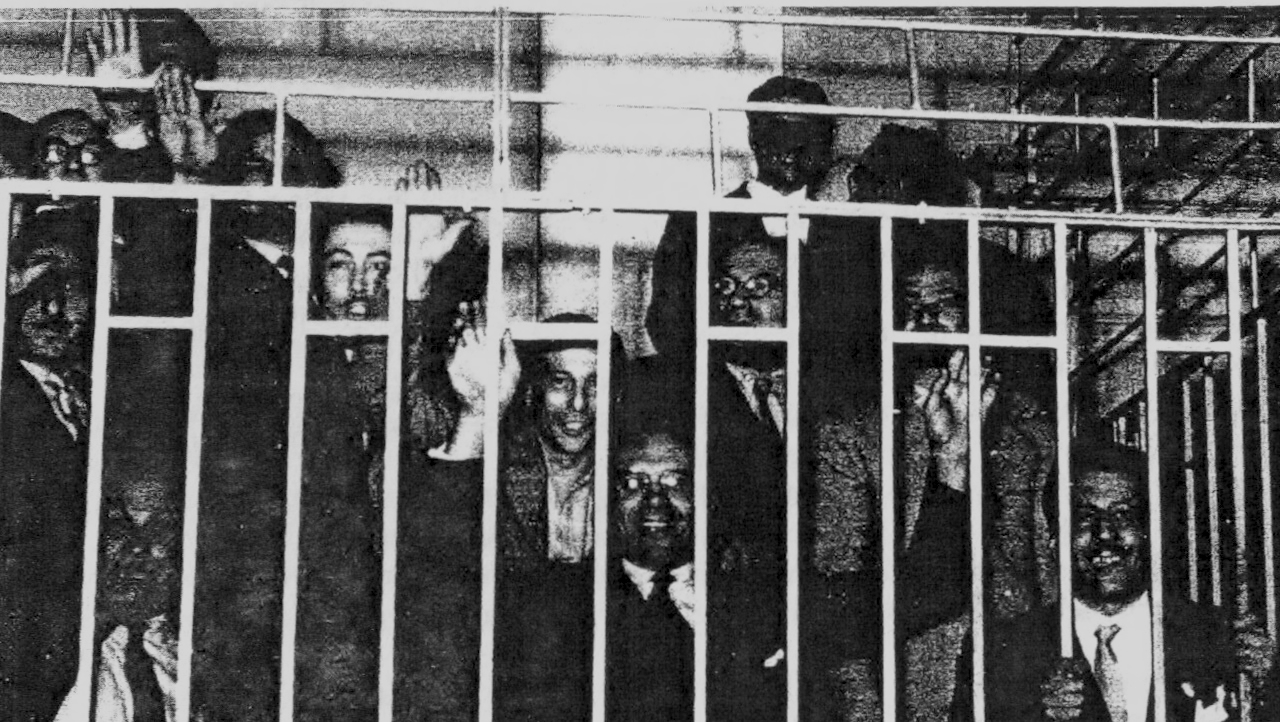
Membri della banda Carità a processo presso la corte di Assise di Lucca, Aprile 1951.

Nel capoluogo toscano, quasi nello stesso periodo, iniziò le sue attività un'unità che agiva agli ordini di un fascista milanese: il maggiore Mario Carità. Questi era stato informatore politico della Questura e, dopo i fatti dell'8 settembre 1943, si era presentato ai tedeschi ponendosi ai loro ordini come ufficiale di collegamento.
Il 17 settembre 1943 venne costituita a Firenze la 92ª Legione della Guardia Nazionale Repubblicana (GNR). Formalmente dipendente da essa fu creato un autonomo "Ufficio politico investigativo", il "Reparto Servizi Speciali" (RSS), a capo del quale venne posto con il grado di maggiore Mario Carità, che nel frattempo aveva passato l'incarico precedente al tenente Giovanni Castaldelli (un ex-prete di Bergantino passato alle armi).
Questa sezione speciale si insediò al n° 67 di via Bolognese a Firenze nel gennaio 1944, dopo diverse collocazioni provvisorie, ma ebbe sedi anche presso l'Hotel Excelsior e l'Hotel Savoia. Oltre a questi presidi c'era la residenza del Carità in via Giusti, un lussuoso appartamento confiscato ad un ebreo fiorentino, dove egli risiedeva con la famiglia. Il maggiore vestiva in borghese e si spostava tra le differenti sedi del reparto su varie auto, che seguivano sempre itinerari diversi e se necessario impiegando un'autoambulanza come copertura, costantemente scortato dalla sua guardia personale Antonio Corradeschi e da due miliziani col mitra.
I principali compiti della Banda Carità erano volti alla repressione delle formazioni della resistenza fiorentina, all'individuzione degli antifascisti, dei giovani renitenti alla leva della RSI, dei militari che avevano disertato l'esercito dopo l'Armistizio, dei sabotatori, delle spie e degli ebrei. Costituita da un organico di circa 200 effettivi, la banda prese poi il nome ufficiale di "Ufficio Polizia Investigativa", in collaborazione con il comando SS. Il reparto, formalmente parte della Polizia Repubblicana, dipendeva operativamente dai comandi Ordnungspolizei SS in Italia
Dopo lo sfondamento della linea di difesa germanica da parte delle Forze Alleate, il maggiore e la sua unità evacuarono da Firenze rapinando 55 milioni di lire dalla locale sede della Banca d'Italia, saccheggiando il tesoro della Sinagoga, una galleria di quadri, oltre a mobili e preziosi delle famiglie ebree. La banda, riparata brevemente nella provincia di Rovigo, si insediò poi a Padova ricostituendosi presso Palazzo Giusti dall'Orto, in via San Francesco, con la nuova denominazione di "Comando Supremo Pubblica Sicurezza e Servizio Segreto in Italia - Reparto Speciale Italiano" alle dirette dipendenze della SS, con i medesimi compiti e metodi.
Con la sconfitta tedesca il reparto si sfaldò e Carità tentò di riparare solitariamente verso le Alpi, dove morì in un conflitto a fuoco nel tentativo di sottrarsi all'arresto da parte dei soldati americani. Fra i suoi sottoposti quattro vennero giustiziati a Padova nell'inverno del 1945, mentre dal processo uscirono due condanne all'ergastolo e due a 30 anni di reclusione. La figlia Franca Carità fu condannata a 16 anni, mentre la sorella Isa uscì assolta.

## Roma, Firenze e Milano: la Banda Koch
Questo gruppo prese corpo intorno all'ex-sottotenente dei granatieri Pietro Koch (uno dei primi sicari della Banda Carità) che, dopo aver prestato servizio sotto il maggiore a Firenze, riuscì ad ottenere la costituzione una squadra autonoma propria, formalmente denominata "Squadra Speciale di Polizia" ma che fu conosciuta come Banda Koch. La sede era a Roma, dopo una breve permanenza presso il comando SS di via Tasso, viene trasferita prima presso la Pensione Oltremare e poi alla Pensione Jaccarino. Nella capitale collaborò in alcune occasioni con gli uomini di Herbert Kappler, fornendo anche alcuni nominativi per la lista di condannati a morte come rappresaglia per l'attentato di via Rasella, le cui salme furono occultate alle Fosse Ardeatine. Il reparto, formalmente parte della Polizia Repubblicana, dipendeva operativamente dai comandi Ordnungs-Polizei SS in Italia.
Le operazioni di questo gruppo, specie quelle condotte con successo, furono rivolte principalmente contro gli antifascisti e i GAP, ma svolsero indagini anche nei confronti di altre polizie fasciste, fra cui la rivalità e i conflitti di competenze erano seri. La formazione si prestò anche come strumento per i nazisti di azioni, irruzioni e perquisizioni nelle sedi della Chiesa, come l'assalto al convento annesso alla Basilica di S. Paolo, coordinato da Koch, che ebbe luogo la notte tra il 3 e il 4 febbraio e portò all'arresto di 67 persone fra ebrei, renitenti alla leva, ex-funzionari di polizia e militari di rango che vi avevano trovato rifugio.
(Pietro Secchia e Filippo Frassati Storia della Resistenza, la guerra di Liberazione in Italia 1943-45, Vol. 1)
Seguì i tedeschi al nord, spostandosi di nuovo a Firenze e poi a Milano, con una cinquantina d'elementi rendendo famigerata la Villa Triste di via Paolo Uccello per le torture e le uccisioni perpetratevi.
Il reparto di Koch entrò in azione a Milano il 26 agosto con una prima retata, seguita da una seconda il 9 settembre. Dei metodi utilizzati da Koch furono presto informate le autorità repubblicane, che - per ordine dello stesso Mussolini - procedettero a circondare ed assaltare "Villa Triste" con un reparto della Muti. Nelle cantine della villa furono rinvenuti 43 detenuti in condizioni fisiche precarie, che vennero trasferiti al carcere di San Vittore dove poterono ricevere cure mediche. Per intervento del ministro della Giustizia Piero Pisenti il caso fu deferito alla magistratura e Koch - che non era presente al momento della liberazione della "Villa Triste", fu tratto in arresto e rinchiuso a San Vittore con otto suoi complici in attesa di giudizio. Il 25 aprile i tedeschi liberarono dal carcere Koch, cercando di portarlo con loro durante la ritirata; Koch fu in seguito arrestato a Firenze nel maggio successivo.
Fu fucilato nella schiena a Roma al Forte Bravetta il 5 giugno 1945. Considerata la truce reputazione del personaggio, le autorità permisero la documentazione dell'esecuzione con una ripresa filmata che venne realizzata da Luchino Visconti.
Alcuni membri della banda furono giustiziati sommariamente nei giorni successivi al 25 aprile, gli altri furono in maggioranza condannati a pene detentive e ritornarono in libertà nei primi anni cinquanta.

## L'Oltrepò Pavese: la Banda Fiorentini
La formazione, denominata "Secondo Battaglione Italiano di Polizia", o anche in tedesco Sicherheits Abteilung (battaglione di sicurezza), poi comunemente noto come Banda Fiorentini, si costituì agli ordini del tenente colonnello Guido Alberto Alfieri. Era di stanza a Broni, in provincia di Pavia, con il compito di mantenere la sicurezza nel territorio limitrofo contrastando le attività partigiane. I suoi membri indossavano divise eterogenee, circolavano in borghese o con uniformi nere, ma portando al braccio sinistro una fascia gialla contrassegnata dalla scritta Sicherheit o talvolta una svastica. Fra le sue file erano presenti molti fascisti toscani, sbandati dopo l'armistizio. La banda troverà scarsissimo impiego contro i partigiani, ingaggiando pochissimi scontri diretti. Furono principalmente attivi nei confronti della popolazione civile, partecipando a numerosi eccidi e costituendo in quei casi il plotone d'esecuzione. Alfieri fu ucciso a Pietragravina dagli stessi fascisti che avevano aperto il fuoco contro di lui ed i suoi, scambiandoli per partigiani. Il comando passò all'ingegnere Felice Fiorentini, ex-direttore della privata ferrovia Voghera-Varzi, che ricevette le consegne dai tedeschi. La direzione della Banda Fiorentini fu di fatto lasciata in autonomia al capitano Pier Alberto Pastorelli, che si macchiò di numerose violenze, come l'eccidio di Pozzol Groppo, in cui furono uccisi sei partigiani il 31 gennaio 1945.
Fiorentini fu catturato dai partigiani e, rinchiuso in una gabbia, fu trasportato con tentativi di linciaggio nei luoghi dove la Sicherheits Abteilung aveva operato. Condannato a morte dal Tribunale del Popolo di Varzi, fu giustiziato alle Piane di Varzi da un plotone partigiano della "Brigata Capettini". Il capitano Pastorelli ed i suoi camerati Luigi Michelini, Arturo Baccarini, Benito Bortoluzzi furono fucilati contro il muro del cimitero di Voghera, dopo che un regolare processo, conclusosi il 27 settembre 1945, li aveva condannati alla pena capitale.

## La Venezia Giulia e Trieste: la Banda Collotti
La “Banda Collotti” era un reparto di polizia ausiliaria all’interno dell’Ispettorato speciale di pubblica sicurezza per la Venezia Giulia con sede a Trieste. Si distinse per l'efferatezza dei metodi, con l'uso sistematico della tortura negli interrogatori degli antifascisti italiani e slavi catturati, degli appartenenti alle minoranze slovena e croata, ma anche dei semplici sospetti.
Il capo della banda, Gaetano Collotti, alla fine della guerra, venne catturato da partigiani ad un posto di blocco con un carico d'oro a Olmi di San Biagio di Callalta (TV) assieme ad alcuni suoi agenti e all'amante in attesa di un figlio. Tutti furono portati alla Cartiera di Mignagola, dove i partigiani di Gino Simionato detto "Falco", li giustiziarono, compresa la donna incinta, insieme ad altri militi della Rsi e civili fascisti, tramite fucilazione.

La "Banda Collotti" - al centro Gaetano Collotti

(Claudia Cernigoi, La "Banda Collotti")

## Il destino delle "Bande"
Molti dei componenti di queste formazioni, con la dissoluzione della Repubblica Sociale Italiana, furono arrestati, eliminati sommariamente o regolarmente processati e condannati, raccolti in campi di internamento e nelle patrie galere. Molti altri si eclissarono nell'anonimato o riuscirono a sottrarsi alla cattura. Il processo alla "Muti" del 1947, chiude ufficialmente la storia giudiziaria delle "Bande" fasciste, ultimo capitolo del fascismo combattente.
Riguardo a queste vicende, Ferruccio Parri scrisse che la loro storia: